# WASP-2
WASP-2 ist ein von der Sonne etwa 130 Parsec (rund 420 Lichtjahre) entfernter Stern, der von einem Exoplaneten umkreist wird. Er liegt im Sternbild Delphin, ist vom Spektraltyp K1 V und hat die scheinbare Helligkeit 12 mag.

## Der Planet
Aufgrund der großen Zahl neu gefundener, extrasolarer Planeten werden neu entdeckten Begleitern keine Eigennamen mehr vergeben. Daher heißt der Planet, welcher WASP-2 umkreist einfach „b“, also WASP-2b. WASP-2b hat mindestens 88 % der Jupitermasse, hat in etwa den gleichen Radius wie Jupiter und braucht für die Umkreisung um seinen Stern etwas mehr als zwei Tage. Da eine direkte Beobachtung des Planeten aufgrund der großen Entfernung und des hohen Helligkeitsunterschiedes zu seinem Stern mit heutigen technischen Mitteln unmöglich ist, sind die meisten Größen Mindest- bzw. Maximalgrößen. So ist die Entfernung des Planeten zu seinem Stern, welche etwa 3 % der Entfernung entspricht, welche die Erde von der Sonne hat, eine sich aus den Daten ergebende und keine direkt beobachtete Größe.